# Gouvernement Maripov
République kirghize
S. Japarov I S. Japarov II
Le gouvernement Ulukbek Maripov est le gouvernement de la République kirghize du 3 février 2021 au 6 mai 2021.

## Historique

### Formation
Le processus de formation du nouveau gouvernement débute le 1er février 2021. Alors que le Premier ministre par intérim Artem Novikov ou Kamtchybek Tachiev étaient pressentis pour diriger le nouvel exécutif, la coalition au pouvoir choisit finalement Ulukbek Maripov. La composition gouvernementale est annoncée le 2 février,.
Approuvé par le Parlement avec 71 voix favorables le 3 février, le gouvernement est nommé et assermenté le jour même,.

### Succession
Il prend fin après l'entrée en vigueur de la nouvelle Constitution. Maripov prend alors le titre de président du cabinet des ministres dans le nouveau gouvernement du président Sadyr Japarov,.

## Composition
- Par rapport au gouvernement Sadyr Japarov I, les nouveaux ministres sont indiqués en gras, ceux ayant changé d'attributions en italique.

| Poste                                                        | Titulaire | Titulaire              | Parti       |
| ------------------------------------------------------------ | --------- | ---------------------- | ----------- |
| Premier ministre                                             |           | Ulukbek Maripov        |             |
| Premier vice-Premier ministre                                |           | Artem Novikov          |             |
| Vice-Premier ministre Ministre de l'Économie et des Finances |           | Ulukbek Karymshakov    |             |
| Ministre de la Défense                                       |           | Taalaibek Omuraliev    |             |
| Ministre des Affaires étrangères                             |           | Ruslan Kazakbaev       | Respoublika |
| Ministre des Affaires internes                               |           | Ulan Niyazbekov        |             |
| Ministre de la Justice                                       |           | Asel Chynbaeva         |             |
| Ministre de l'Énergie                                        |           | Kubanychbek Turdubaev  |             |
| Ministre de l'Agriculture                                    |           | Askar Zhanybekov       |             |
| Ministre des Situations d'urgence                            |           | Boobek Azhikeev        |             |
| Ministre de l'Éducation et de la Science                     |           | Almazbek Beichenaliev  |             |
| Ministre de la Santé                                         |           | Alymkadyr Beichenaliev | Mekenchil   |
| Ministre de la Culture, de l'Information et du Tourisme      |           | Kairat Imanaliev       |             |
| Ministre, chef de cabinet du gouvernement                    |           | Jenishbek Asankulov    |             |
| Président du comité pour la Sécurité nationale               |           | Kamtchybek Tachiev     | Mekenchil   |